# Chi Psi
Chi Psi (ΧΨ) — студенческое мужское (существуют и женские) тайное общество (братство), включающее членов из 31 американского колледжа и университета. Миссией братства является создание и поддержание устойчивых связей в сообществе, обмен традициями и моральными ценностями, уважение к своим коллегам и ответственность перед своим университетом и всем сообществом.
Официальные цвета братства: королевский пурпур —      и золото —     .
Штаб-квартира находится в Нэшвилле, штат Теннесси.

## История
Тайное братство ΧΨ было основано 20 мая 1841 года десятью студентами Юнион колледжа с идеей подчеркивая братские и социальных принципов братства. Оно стало восьмым братством, организованным в США. Это было первое сообщество, использующее в своём названии греческие буквы. В 1854 году оно также первым создало ассоциацию North American fraternity and sorority housing. Штаб-квартира находилась в Мичиганском университете.
В числе десяти основателей братства были:
| - Philip Spencer - Robert Heyward McFaddin - Jacob Henry Farrell - John Brush Junior - Samuel Titus Taber | - James Lafayette Witherspoon - William Force Terhune - Alexander Peter Berthoud - James Chatham Duane - Patrick Upshaw Major |

## Члены братства

### Учебные заведения
| Заведение                            | Дата основания братства |
| ------------------------------------ | ----------------------- |
| Union College                        | 1841                    |
| Wesleyan University                  | 1844                    |
| Hamilton College                     | 1845                    |
| University of North Carolina         | 1855                    |
| University of South Carolina         | 1858                    |
| University of Mississippi            | 1858                    |
| University of Virginia               | 1860                    |
| Amherst College                      | 1864                    |
| University of Minnesota              | 1874                    |
| University of Wisconsin–Madison      | 1878                    |
| Rutgers University                   | 1879                    |
| Stevens Institute of Technology      | 1883                    |
| University of Georgia                | 1890                    |
| Lehigh University                    | 1894                    |
| University of California-Berkeley    | 1895                    |
| University of Illinois               | 1912                    |
| University of Colorado at Boulder    | 1920                    |
| University of Oregon                 | 1921                    |
| University of Washington             | 1921                    |
| Georgia Institute of Technology      | 1923                    |
| Yale University                      | 1924                    |
| Sewanee: The University of the South | 1964                    |
| Clemson University                   | 1972                    |
| Washington and Lee University        | 1977                    |
| Rollins College                      | 1977                    |
| Texas Tech University                | 1983                    |
| Wake Forest University               | 1986                    |
| Duke University                      | 1989                    |
| North Carolina State University      | 2001                    |
| George Mason University              | 2003                    |
| Miami University                     | 2005                    |

### Персоналии
Члены братства Chi Psi стали известными спортсменами, литераторами, финансистами, предпринимателями, военными и государственными деятелями. Среди них:
- Альбер II — князь Монако.
- Альберт, Эдди — актёр, известен, в основном, по ролям второго плана.
- Бёрдсай, Кларенс — изобретатель, предприниматель и естествоиспытатель.
- Брейди, Николас Фредерик — политик, 68-й министр финансов США.
- Гейтс, Уильям Генри II — адвокат и филантроп, отец основателя компании Microsoft Билла Гейтса.
- Гэвин, Джон — киноактёр, бывший посол Соединённых Штатов в Мексике.
- Либерштейн, Пол — телепродюсер и сценарист, обладатель премий «Эмми».
- Пиллсбери, Джон — промышленник, сооснователь компании Pillsbury.
- Тёрнер, Стэнсфилд — 12-й директор ЦРУ.
- Уилбер, Ричард — поэт и переводчик, лауреат Пулитцеровской премии.
- Фарнсворт, Элон — военный, офицер федеральной армии во время Гражданской войны в США.
- Хелмс, Ричард — 8-й директор ЦРУ.
- Эбсен, Бадди — актёр и танцор, карьера которого длилась более 70 лет.